# Teague
Pour les articles homonymes, voir Teague.
La ville de Teague est située dans le comté de Freestone, dans l’État du Texas, aux États-Unis. Sa population s’élevait à 3 560 habitants lors du recensement de 2010, estimée à 3 540 habitants en 2016.

## Source
- (en) Cet article est partiellement ou en totalité issu de l’article de Wikipédia en anglais intitulé « Teague, Texas » (voir la liste des auteurs).